# مانتی بنکس
مانتی بنکس (ایتالیایی: Monty Banks؛  ‏۱۸ ژوئیهٔ ۱۸۹۷ – ۷ ژانویهٔ ۱۹۵۰) بازیگر و کارگردان ایتالیایی-آمریکایی بود.
از فیلم‌هایی که وی در آن‌ها نقش داشته است، می‌توان به کمپینگ در هوای آزاد، یک تکه کاغذ، عشق، پدر و پسر و دختر دارای مال و منال اشاره نمود.